# Lukpe Lawo
Der Lukpe Lawo oder Snow Lake („Schnee-See“) ist Teil eines hochgelegenen Gletscherbassins im Karakorum in Gilgit-Baltistan, den früheren Northern Areas von Pakistan.

## Geografie
Der Snow Lake befindet sich auf über 4500 m über Meereshöhe und ist etwa 16 km lang. Zusammen mit dem ähnlich langen Simgang-Gletscher bildet er die Nährregion des Biafogletschers. Während Eric Shipton auf der nach seiner Expedition in dieses Gebiet entstandenen Karte zwischen Snow Lake im Norden und Simgang-Gletscher im Osten unterschied, bezeichnen andere Autoren mit Snow Lake das gesamte Bassin von Simgang-Gletscher und Lupke Lawo (dem eigentlichen Snow Lake).
Lukpe Lawo und Simgang-Gletscher bedecken zusammen eine Fläche von etwa 300 km2.
Auf der Westseite des Gletscherbassins liegt der Hispar-Pass, der den Biafo- mit dem Hispargletscher verbindet. Die beiden Gletscher erstrecken sich vom Hispar-Pass in unterschiedlichen Richtungen und bilden zusammen mit einer Länge von 100 km eine der größten Gletschertraversen der Erde außerhalb der Polargebiete. Weitere Sattel in den umrahmenden Bergketten sind der (Östliche) Khurdopin-Pass, der den Lukpe Lawo mit dem Khurdopingletscher im Norden verbindet und der Virjerab-Pass, der einen Übergang zum Virjerabgletscher ermöglicht. Virjerab- und Khurdopingletscher fließen nach Norden zum Shimshal-Tal. Der Pass Lukpe La liegt nicht am Lukpe Lawo, sondern am Simgang-Gletscher und verbindet ihn im Norden mit dem Braldugletscher. Der Sim La verbindet den Simgang-Gletscher mit dem Choktoigletscher, der Skam La mit dem Nobande-Sobande-Gletscher. Choktoi und Nobande-Sobande-Gletscher fließen beide Richtung Südosten und vereinen sich zum Panmahgletscher.

## Erste Entdecker
Die Mitglieder der von William Martin Conway geleiteten Karakorumexpedition waren die ersten Ausländer am Snow Lake im Jahre 1892. Conway, ein britischer Politiker und Bergsteiger, gab ihm seinen Namen und beschrieb den Snow Lake als „beyond all comparison the finest view of mountains it has ever been my lot to behold, nor do I believe the world can hold a finer.“ Der Snow Lake ist schwierig zu erreichen und lediglich 200 Personen im Jahr kommen an diesen Ort. Im Jahr 1908 erreichte ihn das Ehepaar William Hunter Workman und Fanny Bullock Workman und sie spekulierten darüber, da sie die Größe des Gletschers mit 700 km² falsch berechneten, ob der Snow Lake so mächtig wie die Eiskappen der Polarregionen sei, von denen die Gletscher in alle Richtungen fließen. Diese Annahme wurde im Jahre 1939 vom britischen Himalayaforscher Eric Shipton auf 45 km² berichtigt
In den 1940er-Jahren wurde der Snow Lake in Lukpe Lawo, eine Übersetzung in die Sprache der Balti, umbenannt.